# Porsche család

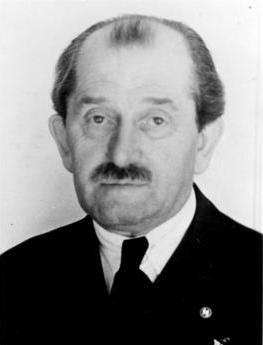
Ferdinand Porsche (1942)

A Porsche család vagy Porsche-Piëch család, melynek alapítója Ferdinand Porsche (1875–1951) autótervező a csehországi Maffersdorfban született az Osztrák–Magyar Monarchia idejében. 2013-ban a család negyedik generációja már 34 (unoka)testvérből állt. 2018-ban az osztrák Porsche és Piëch család a Volkswagen AG törzsrészvényeinek 53,1% -át birtokolta.

## A család nevezetes tagjai
- Ferdinand Porsche (1875–1951) a Ferdinand Porsche tervező iroda alapítója, a Volkswagen Bogár tervezője
- Anton Piëch (1894–1952) 1941 és 1945 között a wolfsburgi Volkswagen gyár vezetője, a Porsche tervező iroda társalapítója, Ferdinand Porsche veje, Louise Piëch férje, Ferdinand Piëch édesapja
- Louise Piëch (1904–1999) a Porsche Holding társalapítója, Ferdinand Porsche lánya, Anton Piëch felesége, Ferdinand Piëch édesanyja
- Ferdinand Anton Ernst Porsche (Ferry Porsche) (1909–1998) Ferdinand Porsche fia, a Porsche autógyártó cég megalapítója
- Ferdinand Alexander Porsche (Butzi Porsche) (1935–2012) Ferdinand Anton Ernst Porsche fia, a Porsche 911 tervezője
- Ferdinand Piëch (1937–2019) mérnök, autóipari menedzser, a Porsche Holding társalapítója, Ferdinand Porsche unokája, Anton és Louise Piëch fia
- Wolfgang Porsche (1943) mérnök, autóipari menedzser, a Porsche AG és a Porsche Automobil Holding SE felügyelőbizottságának elnöke, a Volkswagen AG és az Audi AG felügyelőbizottságának tagja, Ferdinand Porsche unokája, Ferry Porsche fia
- Ferdinand Oliver Porsche (1961) a Porsche AG a Volkswagen AG, az Audi AG és a Voith Paper AG felügyelőbizottságának tagja, a Familie Porsche AG Beteiligungsgesellschaft vezetőségi tagja, Ferdinand Porsche dédunokája, Ferdinand Alexander Porsche fia

## A család leszármazása
- Ferdinand Porsche (1875–1951) ⚭ Aloisia Kaes (1878–1959)
  - Louise Porsche (1904–1999) ⚭ Anton Piëch (1894–1952)
    - Ernst Piëch (1929) ⚭ Elisabeth Nordhoff (1936) Heinrich Nordhoff legkisebb lánya
      - Charlotte (1960)[2]
      - Florian Piëch (1962)
      - Sebastian Piëch (1965)[2]

    - Louise Daxer-Piëch (1932–2006) ⚭ 1. Josef Ahorner, gyümölcskereskedő; 2. Hans Daxer, régiségkereskedő
      - Louise Dorothea Kiesling (1957) vállalkozó, ⚭ Andreas Kiesling
      - Josef Michael Ahorner (1960) vállalkozó

    - Ferdinand Piëch (1937–2019) ⚭ 1. Corina Planta, 2. Marlene Porsche, 3. Herma Hutter, ⚭ 4. Ursula Plasser (1956)
      - (1.) Arianne (1959)[2]
      - (1.) Corina (1960)[2]
      - (1.) Desirée (1962)[2]
      - (1.) Ferdinand Piëch, „Nando” (1965)
      - (1.) Jasmin Lange-Piëch (1969)[2]
        - Moritz Lange-Piëch

      - (2.) Hans Porsche (1973) 
      - (2.) Anton Piëch (1974)[2]
      - (2.) Valentin Piëch (1976)[2]
      - (3.) Ferdinand Piëch (1979)
      - (3.) Caroline (1982)[2]
      - (4.) Markus Sixtus Piëch (1985)[2]
      - (4.) Florina Louise Pantic (1987), született Piëch
      - (4.) Gregor Piëch (1994)

    - Hans Michel Piëch (1942) ügyvéd Bécsben
      - Claudia (1964)[2]
      - Melanie Leonore Wenckheim, született Piëch (1967)
      - Stefan Piëch (1970)[2]
      - Julia Kuhn-Piëch (1981) ingatlankezelő
      - Helene (1983)[2]
      - Sophie (1985)[2]

  - Ferry Porsche (1909–1998) ⚭ Dorothea Reiz (1911–1985)
    - Ferdinand Alexander Porsche (1935–2012) ⚭ Brigitte Bube (1938)
      - Ferdinand Oliver Porsche (1961)
      - Kai Alexander Porsche (1964)
      - Mark Philipp Porsche (1977)

    - Gerhard Porsche (1938) gazdálkodó Ausztriában, ⚭ 1. Marlene Maurer, ⚭ 2. Iris  
      - Geraldine Porsche (1980)
      - Diana Porsche (1996)

    - Hans-Peter Porsche (1940)
      - Peter Daniell Porsche (1973)

    - Wolfgang Porsche (1943) ⚭ 1. Karin Händler?, ⚭ 2. Susanne Bresser (1952), ⚭ 3. Claudia Hübner (1948)
      - (1.) Christian Porsche (1974) neurológus
      - (1.) Stephanie Porsche-Schröder (1978)
      - (2.) Ferdinand R. W. Porsche (1993)
      - (2.) Felix Alexander Porsche (1996)

## Fordítás
Ez a szócikk részben vagy egészben  a   Porsche (Familie) című német Wikipédia-szócikk ezen változatának fordításán alapul.  Az eredeti cikk szerkesztőit annak laptörténete sorolja fel. Ez a jelzés csupán a megfogalmazás eredetét és a szerzői jogokat jelzi, nem szolgál a cikkben szereplő információk forrásmegjelöléseként.